# Дьордь Гаріч
Дьордь Гаріч (нім. György Garics, угор. Garics György, нар. 8 березня 1984, Сомбатгей) — австрійський футболіст угорського походження, захисник збірної Австрії та німецького клубу «Дармштадт 98».

## Клубна кар'єра
Народився 8 березня 1984 року в угорському місті Сомбатгей. Почав займатись футболом в школі клубу «Халадаш» з рідного міста. У 14 років перебрався до Австрії, ставши вихованем футбольної школи клубу «Рапід» (Відень). Дорослу футбольну кар'єру розпочав 2002 року в основній команді того ж клубу, в якій провів чотири сезони, взявши участь у 81 матчі чемпіонату. Більшість часу, проведеного у складі віденського «Рапіда», був основним гравцем захисту команди. За цей час виборов титул чемпіона Австрії.

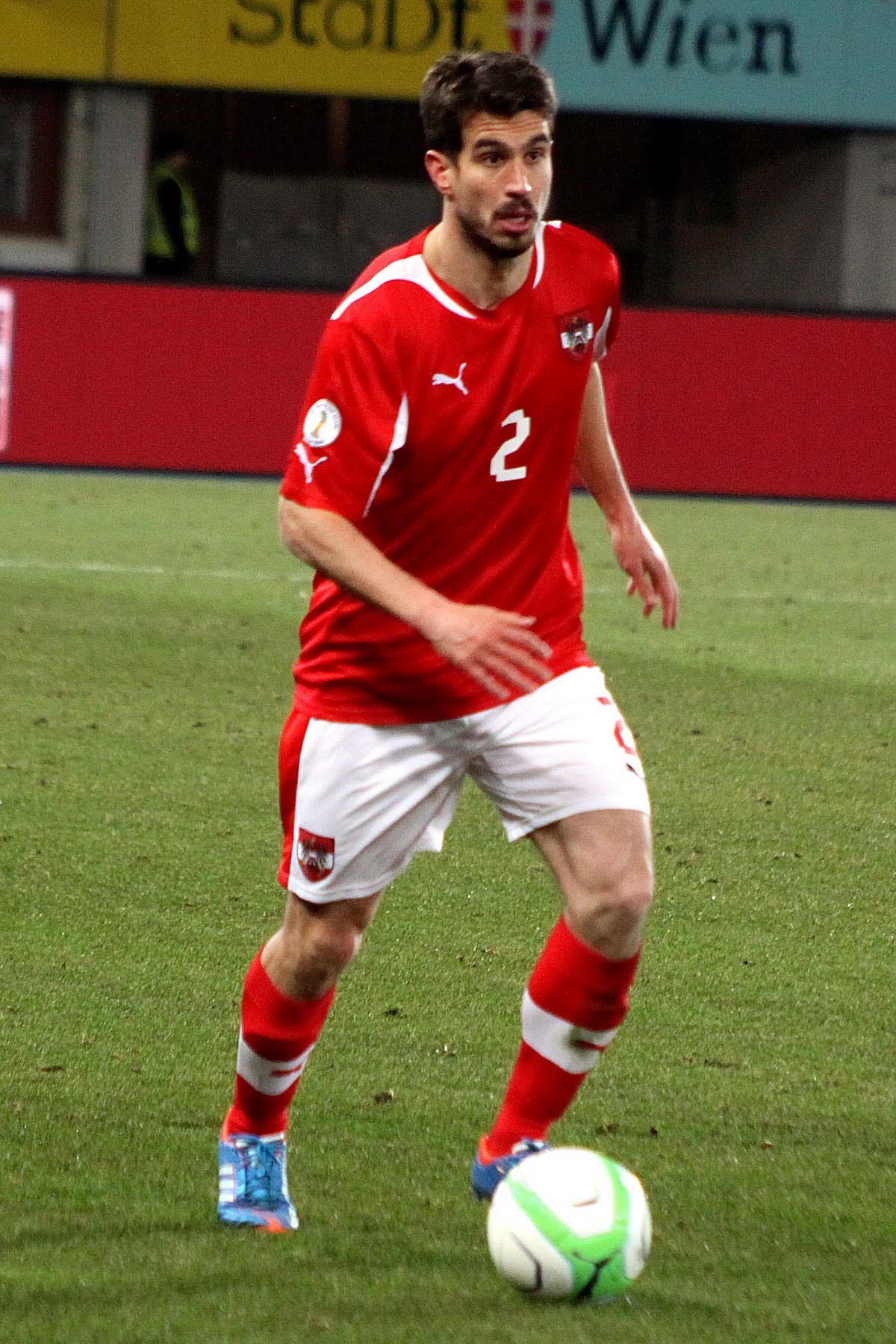
Дьордь Гаріч під час виступів за збірну Австрії. 22 березня 2013 року.

Своєю грою привернув увагу представників тренерського штабу «Наполі», до складу якого приєднався всерпні 2006 року за 500 тис. євро. Відіграв за неаполітанську команду наступні два сезони своєї ігрової кар'єри.
На початку липня 2008 року уклав контракт з «Аталантою», яка заплатила за співволодіння футболістом 1,5 млн євро. 26 червня 2009 року ще за 1 млн євро клуб повністю викупив права на гравця. У складі клуба з Бергамо провів наступні два сезони своєї кар'єри гравця. Граючи у складі «Аталанти» також здебільшого виходив на поле в основному складі команди.
До складу клубу «Болонья» приєднався 9 серпня 2010 року за 3 млн євро. За чотири сезони встиг відіграти за болонську команду 94 матчів в Серії А, після чого клуб вилетів до Серії Б, де футболіст провів ще один сезон, допомігши болонцям повернутись в еліту.
До складу клубу «Дармштадт 98» приєднався 14 серпня 2015 року, підписавши дворічний контракт. Відтоді встиг відіграти за дармштадтський клуб 18 матчів в національному чемпіонаті.

## Виступи за збірні
Протягом 2005–2006 років залучався до складу молодіжної збірної Австрії, у якій був капітаном. На молодіжному рівні зіграв у 25 офіційних матчах, забив 2 голи.
6 жовтня 2006 року дебютував в офіційних матчах у складі національної збірної Австрії в товариській грі зі збірною Ліхтенштейну, у якому відразу забив гол.
У складі збірної був учасником чемпіонату Європи 2008 року в Австрії та Швейцарії, на якому зіграв у двох з трьох матчах збірної на турнірі.
Наразі провів у формі головної команди країни 41 матчі, забивши 2 голи.

## Статистика виступів

### Статистика клубних виступів
| Сезон                | Команда              | Чемпіонат            | Чемпіонат | Чемпіонат | Кубок | Кубок | Кубок | Континентальні кубки | Континентальні кубки | Континентальні кубки | Інші змагання | Інші змагання | Інші змагання | Усього | Усього |
| Сезон                | Команда              | Ліга                 | Ігор      | Голів     | Ліга  | Ігор  | Голів | Ліга                 | Ігор                 | Голів                | Ліга          | Ігор          | Голів         | Ігор   | Голів  |
| -------------------- | -------------------- | -------------------- | --------- | --------- | ----- | ----- | ----- | -------------------- | -------------------- | -------------------- | ------------- | ------------- | ------------- | ------ | ------ |
| 2002-03              | «Рапід» (Відень)     | БЛ                   | 2         | 0         | КА    | 0     | 0     | —                    | —                    | —                    | -             | -             | -             | 2      | 0      |
| 2003-04              | «Рапід» (Відень)     | БЛ                   | 27        | 0         | КА    | 4     | 1     | —                    | —                    | —                    | -             | -             | -             | 31     | 1      |
| 2004-05              | «Рапід» (Відень)     | БЛ                   | 18        | 1         | КА    | 3     | 0     | КУЄФА                | 1                    | 0                    | -             | -             | -             | 22     | 1      |
| 2005-06              | «Рапід» (Відень)     | БЛ                   | 28        | 0         | КА    | 2     | 0     | ЛЧ                   | 3                    | 0                    | -             | -             | -             | 33     | 0      |
| 2006-07              | «Рапід» (Відень)     | БЛ                   | 6         | 0         | КА    | 0     | 0     | —                    | —                    | —                    | -             | -             | -             | 6      | 0      |
| Усього за «Рапід»    | Усього за «Рапід»    | Усього за «Рапід»    | 81        | 1         |       | 9     | 1     |                      | 4                    | 0                    |               | -             | -             | 94     | 2      |
| 2006-07              | «Наполі»             | B                    | 11        | 0         | КІ    | 2     | 0     | —                    | —                    | —                    | -             | -             | -             | 13     | 0      |
| 2007-08              | «Наполі»             | A                    | 26        | 1         | КІ    | 2     | 0     | —                    | —                    | —                    | -             | -             | -             | 26     | 1      |
| Усього за «Наполі»   | Усього за «Наполі»   | Усього за «Наполі»   | 37        | 1         |       | 4     | 0     |                      | —                    | —                    |               | -             | -             | 41     | 1      |
| 2008-09              | «Аталанта»           | A                    | 35        | 1         | КІ    | 1     | 0     | —                    | —                    | —                    | -             | -             | -             | 36     | 1      |
| 2009-10              | «Аталанта»           | A                    | 30        | 0         | КІ    | 2     | 0     | —                    | —                    | —                    | -             | -             | -             | 32     | 0      |
| Усього за «Аталанту» | Усього за «Аталанту» | Усього за «Аталанту» | 65        | 1         |       | 3     | 0     |                      | —                    | —                    |               | -             | -             | 68     | 1      |
| 2010-11              | «Болонья»            | A                    | 16        | 0         | КІ    | 1     | 0     | —                    | —                    | —                    | -             | -             | -             | 17     | 0      |
| 2011-12              | «Болонья»            | A                    | 18        | 1         | КІ    | 2     | 0     | -                    | -                    | -                    | -             | -             | -             | 20     | 1      |
| 2012–13              | «Болонья»            | A                    | 27        | 0         | КІ    | 1     | 0     | -                    | -                    | -                    | -             | -             | -             | 28     | 0      |
| 2013–14              | «Болонья»            | A                    | 34        | 1         | КІ    | 1     | 0     | -                    | -                    | -                    | -             | -             | -             | 35     | 1      |
| 2014–15              | «Болонья»            | B (ІІ)               | 8         | 0         | КІ    | 1     | 0     | -                    | -                    | -                    | -             | -             | -             | 9      | 0      |
| Усього за «Болонью»  | Усього за «Болонью»  | Усього за «Болонью»  | 102       | 2         |       | 6     | 0     |                      | -                    | -                    |               | -             | -             | 108    | 2      |
| Усього за кар'єру    | Усього за кар'єру    | Усього за кар'єру    | 285       | 5         |       | 22    | 1     |                      | 4                    | 0                    |               | -             | -             | 311    | 6      |

### Статистика виступів за збірну
| Дата       | Місто                  | Господарі         | Результат | Гості             | Турнір             | Голи | Примітки |
| ---------- | ---------------------- | ----------------- | --------- | ----------------- | ------------------ | ---- | -------- |
| 06/10/2006 | Вадуц                  | Ліхтенштейн       | 1 – 2     | Австрія           | товариський матч   | 1    | 75'      |
| 11/10/2006 | Інсбрук                | Австрія           | 2 – 1     | Швейцарія         | товариський матч   | -    | 84'      |
| 15/11/2006 | Відень                 | Австрія           | 4 – 1     | Тринідад і Тобаго | товариський матч   | -    | 45'      |
| 07/02/2007 | Валлетта               | Мальта            | 1 – 1     | Австрія           | товариський матч   | -    | 66'      |
| 07/09/2007 | Клагенфурт-ам-Вертерзе | Австрія           | 4 – 3     | Японія            | товариський матч   | -    |          |
| 11/09/2007 | Відень                 | Австрія           | 0 – 2     | Чилі              | товариський матч   | -    |          |
| 13/10/2007 | Цюрих                  | Швейцарія         | 3 – 1     | Австрія           | товариський матч   | -    | ЖК       |
| 17/10/2007 | Інсбрук                | Австрія           | 3 – 2     | Кот-д'Івуар       | товариський матч   | -    |          |
| 16/11/2007 | Відень                 | Австрія           | 0 – 1     | Англія            | товариський матч   | -    |          |
| 21/11/2007 | Відень                 | Австрія           | 0 – 0     | Туніс             | товариський матч   | -    | 62'      |
| 26/03/2008 | Відень                 | Австрія           | 3 – 4     | Нідерланди        | товариський матч   | -    |          |
| 30/05/2008 | Відень                 | Австрія           | 5 – 1     | Мальта            | товариський матч   | -    |          |
| 12/06/2008 | Відень                 | Австрія           | 1 – 1     | Польща            | ЧЄ 2008 - 1-й етап | -    |          |
| 16/06/2008 | Відень                 | Австрія           | 0 – 1     | Німеччина         | ЧЄ 2008 - 1-й етап | -    |          |
| 20/08/2008 | Ніцца                  | Італія            | 2 – 2     | Австрія           | товариський матч   | -    |          |
| 06/09/2008 | Відень                 | Австрія           | 3 – 1     | Франція           | Відбір до ЧС 2010  | -    |          |
| 10/09/2008 | Маріямполе             | Литва             | 2 – 0     | Австрія           | Відбір до ЧС 2010  | -    |          |
| 11/10/2008 | Торсгавн               | Фарерські острови | 1 – 1     | Австрія           | Відбір до ЧС 2010  | -    | 67'      |
| 15/10/2008 | Відень                 | Австрія           | 1 – 3     | Сербія            | Відбір до ЧС 2010  | -    |          |
| 19/11/2009 | Відень                 | Австрія           | 2 – 4     | Туреччина         | товариський матч   | -    | 45'      |
| 11/02/2009 | Грац                   | Австрія           | 0 – 2     | Швеція            | товариський матч   | -    | 45'      |
| 12/08/2009 | Клагенфурт-ам-Вертерзе | Австрія           | 0 – 2     | Камерун           | товариський матч   | -    | 45'      |
| 18/11/2009 | Відень                 | Австрія           | 1 – 5     | Іспанія           | товариський матч   | -    |          |
| 29/02/2012 | Клагенфурт-ам-Вертерзе | Австрія           | 3 – 1     | Фінляндія         | товариський матч   | -    |          |
| 01/06/2012 | Інсбрук                | Австрія           | 3 – 2     | Україна           | товариський матч   | -    | 28'      |
| 05/06/2012 | Інсбрук                | Австрія           | 0 – 0     | Румунія           | товариський матч   | -    |          |
| 15/08/2012 | Відень                 | Австрія           | 2 – 0     | Туреччина         | товариський матч   | -    |          |
| 11/09/2012 | Відень                 | Австрія           | 1 – 2     | Німеччина         | Відбір до ЧС 2014  | -    |          |
| 12/10/2012 | Відень                 | Казахстан         | 0 – 0     | Австрія           | Відбір до ЧС 2014  | -    |          |
| 14/11/2012 | Лінц                   | Австрія           | 0 – 3     | Кот-д'Івуар       | товариський матч   | -    | 45'      |
| 22/03/2013 | Відень                 | Австрія           | 6 – 0     | Фарерські острови | Відбір до ЧС 2014  | 1    |          |
| 26/03/2013 | Дублін                 | Ірландія          | 2 – 2     | Австрія           | Відбір до ЧС 2014  | -    |          |
| 07/06/2013 | Відень                 | Австрія           | 2 – 1     | Швеція            | Відбір до ЧС 2014  | -    |          |
| 14/08/2013 | Зальцбург              | Австрія           | 0 – 2     | Греція            | товариський матч   | -    |          |
| 06/09/2013 | Мюнхен                 | Німеччина         | 3 – 0     | Австрія           | Відбір до ЧС 2014  | -    | 78'      |
| 10/09/2013 | Відень                 | Австрія           | 1 – 0     | Ірландія          | Відбір до ЧС 2014  | -    |          |
| 11/10/2013 | Стокгольм              | Швеція            | 2 – 1     | Австрія           | Відбір до ЧС 2014  | -    |          |
| 19/11/2013 | Відень                 | Австрія           | 1 – 0     | США               | товариський матч   | -    |          |
| 05-03-2014 | Клагенфурт-ам-Вертерзе | Австрія           | 1 – 1     | Уругвай           | товариський матч   | -    | 17'      |
| 03-06-2014 | Оломоуц                | Чехія             | 1 – 2     | Австрія           | товариський матч   | -    |          |
| Усього     |                        | Матчів            | 40        |                   | Голів              | 2    |          |

## Титули і досягнення
- Чемпіон Австрії (1):

«Рапід» (Відень): 2004-05